# Clovia multivittata
Clovia multivittata är en insektsart som beskrevs av Gustaf Emanuel Haglund 1899. Clovia multivittata ingår i släktet Clovia och familjen spottstritar. Inga underarter finns listade i Catalogue of Life.